# 渡邊香澄
渡邊 香澄（わたなべ かすみ）は、生田流箏曲（箏・17絃箏・25絃箏）演奏家。東京都出身。
ソロ活動を基本とし、耳なじみの曲を箏だけで重厚な一曲に作り上げるワンマンオーケストレーションの第一人者。そのアレンジ力には定評があり、繊細かつダイナミックな演奏スタイルで、これまでの邦楽の概念を大きく塗り替え、新たな邦楽ファンを獲得した。さらに箏の魅力を伝えるため、2019年より単独で全国ツアーを開始、各地で多くの人に箏の魅力を伝え続けている（2022年12月までに35都道府県55か所でライブを実施）。2018年人気アニメ『この音とまれ！』のアルバムレコーディングへの参加や、2021年中国の全世界配信アプリゲーム『原神』の箏担当として、「稲妻OSTイメージソング」で東京フィルハーモニー交響楽団との共演や、和楽器だけの「斬霧破竹」の演奏でも国内外で人気を博している。

## 経歴
4歳より生田流箏曲を大畠博子に師事。東京芸術大学音楽学部邦楽科箏曲生田流専攻卒業。大学卒業後は、桐朋学園芸術短期大学にて邦楽アンサンブルを学ぶ。
文化庁新進芸術家国内研修制度の研修生として、25絃箏を野坂操壽に、作曲を肥後一郎に師事。
2006年、2008年にリサイタルを開催。2009年より本格的にライブやコンサート活動を開始する。

## 主な受賞歴
- 第9回 全国高校生邦楽コンクール 奨励賞およびリスナー賞受賞
- 第10回 全国高校生邦楽コンクール 奨励賞受賞
- 第8回 箏曲ジュニアコンサート 最優秀賞受賞
- 第11回 全国高校生邦楽コンクール 第一位受賞
- 第14回 賢順記念 全国箏曲祭 全国箏曲コンクール 銅賞受賞
- 第14回 長谷検校記念 くまもと全国邦楽コンクール 奨励賞受賞
- 第15回 賢順記念 全国箏曲祭 全国箏曲コンクール 奨励賞受賞
- 第21回賢順記念くるめ全国祭 全国箏曲コンクール 奨励賞受賞

その他受賞歴多数あり。

## リリース作品
- 東京芸術大学在学中に「Memorial of 20th」をリリース。
- 2016年　T-TOC RECORDSよりオール箏による1stアルバム『伝えたい箏-koto』でメジャーデビュー。
- 2017年　2ndアルバム『伝えたい箏-koto II』をリリース。
- 2021年　3rdアルバム『伝えたい箏-koto III』と、25絃箏誕生30周年と3名の恩師に捧げる感謝の一枚として『絃-いと-』をリリース。
- 2022年　アナログレコード『伝えたい箏コレクション』をリリース。

## 主な演奏活動
- 2006年 - 第1回 リサイタル 目黒パーシモンホール
- 2008年 - 第2回 リサイタル 目黒パーシモンホール
- 2009年より本格的なライブ活動を開始。
- 2016年7月 - HYPER　JAPAN（ロンドン）に出演。
- 2017年2月 - JAPANEXPO THAILAND(バンコク)に出演。
- 2017年9月 - JAPANEXPO THAILAND(バンコク)に出演。
- 2018年1月 - JAPANEXPO THAILAND(バンコク)に出演。
- 2018年7月 - HYPER　JAPAN（ロンドン）に出演。
- 2018年 - アニメ『この音とまれ！』アルバムレコーディングに参加、邦楽ランキング1位獲得。TV番組内の演奏も担当。
- 2021年5月～12月 - オーストラリア＆ニュージーランドのTV番組「SakuraTelevision」にてyoutube(10曲以上)が隔週で放送。
- 2021年9月 - 中国の全世界配信アプリゲーム『原神』にてゲーム内の箏演奏を担当。LIVE MUSIC VIDEOにも参加。 稲妻OSTイメージソングMV：「稲妻Inazuma」「空を掛ける不羈Overlord of the Thunderstorm」稲妻OST戦闘曲MV：「斬霧破竹」
- 2022年5月 - 米国ワシントン大学内において招待演奏。
- 2022年6月 - NHKFMラジオ「邦楽のひととき[3]」にて『二十五絃箏独奏のための咒言歌』を演奏。

ジャンルにとらわれない演奏スタイルが認められ、色々な楽器との共演依頼、国内外からの生演奏やレコーディング依頼に応えるなど幅広い活動で多方面から注目を集めている。